# US 벤가르단
US 벤가르단(프랑스어: Union Sportive de Ben Guerdane, 아랍어: الاتحاد الرياضي ببنقردان)은 1936년 벤가르단에 설립된 튀니지의 축구 클럽이다.

## 선수 명단

### 현역
참고: FIFA 자격 규정에 따라 소속된 국가대표팀 국기를 표시합니다. 선수는 복수의 FIFA 비회원국 국적을 가지고 있을 수 있습니다.
| 번호 | 포지션 | 국적        | 이름             |
| ---- | ------ | ----------- | ---------------- |
| 15   | MF     | 콩고 공화국 | 아무르 루수쿠    |
| 17   | FW     | 세네갈      | 엘하지 오마르 폴 |

| 번호 | 포지션 | 국적 | 이름 |
| ---- | ------ | ---- | ---- |

### 역대
틀:US 벤가르단 선수 명단